# Steve Penney
Steven Alexander Penney (Ballymena, 1964. január 6.  – ) északír válogatott labdarúgó.

## Pályafutása

### Klubcsapatban
Pályafutását 1981-ben a Ballymena United csapatában kezdte, ahol két évet töltött. 1983 és 1991 között a Brighton & Hove Albion játékosa volt. Az 1991–92-es szezonban a skót Heartsban szerepelt. 1992-től 1994-ig a Burnleyt erősítette.

### A válogatottban
1984 és 1988 között 17 alkalommal szerepelt az északír válogatottban és 2 gólt szerzett. Részt vett az 1986-os világbajnokságon.